# Sambhavanatha

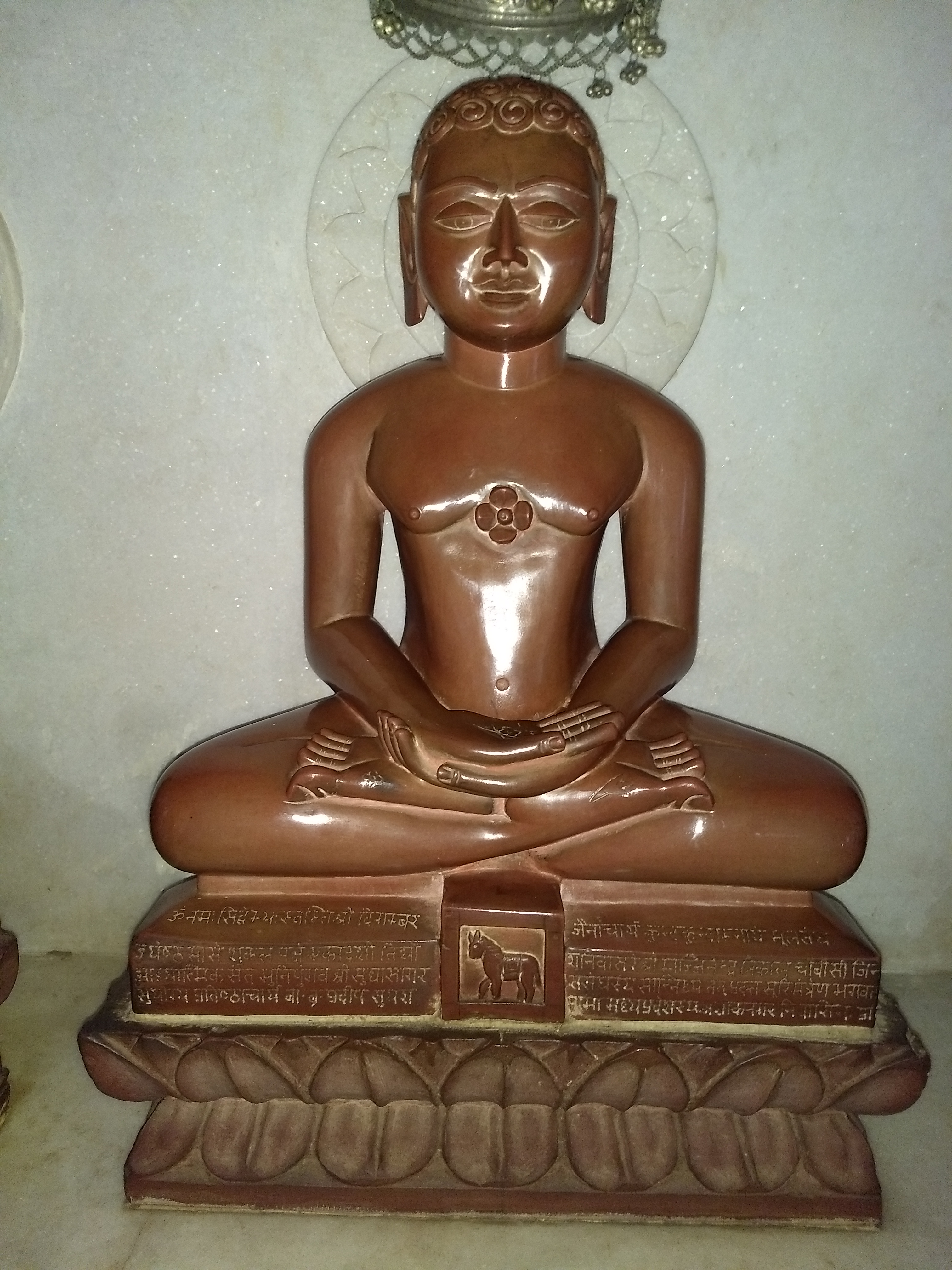
Sambhavanatha-Statue aus Rajasthan

Sambhavanatha oder Sambhava ist der dritte Tirthankara der Jain-Religion. Gemäß der Überlieferung hat er die Stufe eines Arihant (Hindi: अरिहन्त = „universeller geistiger Sieger“) erreicht und sich von allen Unvollkommenheiten wie Hunger und Durst, Krankheit und Schlaf, Tod und Wiedergeburt etc. gelöst.

## Legende
Alten indischen Schriften (Ramayana, Mahabharata, Harivamsha und Puranas) zufolge wurde Sambhavanatha geboren als Sohn von König Jitārī und Königin Susena in Shravasti, Nordindien. Er war somit Angehöriger der legendären Ikshvaku-Dynastie (Sanskrit इक्ष्वाकु Ikṣvāku), der insgesamt 22 der 24 Tirthankaras angehören, und war 1200 m groß. Auf dem Berg Parasnath soll er die vollständige Befreiung aus dem Kreislauf der Wiedergeburten (moksha) erlangt haben und ins Nirwana eingegangen sein.

## Kennzeichen
Jain-Statuen sind kaum voneinander zu unterscheiden; Sambhavanatha hat ein Pferd als Attribut, welches oftmals in einen kleinen Viereck zu seinen Füßen erscheint. In anderen Fällen ist man zum Zweck der Identifikation auf die lokale Tradition angewiesen.

## Verehrung
Dem Tirthankara Sambhavanatha sind in Indien nur vergleichsweise wenige Tempel geweiht; der künstlerisch bedeutendste befindet sich im Fort von Jaisalmer, Rajasthan. In anderen Tempeln erscheint er manchmal als Begleitfigur.